# Донецьке (Казахстан)
Доне́цьке (каз. Донецкое) — село у складі Тайиншинського району Північноказахстанської області Казахстану. Адміністративний центр Донецького сільського округу.
Населення — 553 особи (2021; 787 у 2009, 895 у 1999, 1123 у 1989).
Національний склад станом на 1989 рік:
- німці — 48 %
- поляки — 37 %.